# Isabel Eriksson
Isabel Eriksson, född i Uddevalla, är en pseudonym för en kvinna som, år 2015, blev drogad och bortförd samt instängd i en bunker av Martin Trenneborg. Hon har beskrivit traumat i en bok, medverkat i Skavlan och i TV-dokumentären Bunkerkvinnan.

## Biografi
Isabel Eriksson, som egentligen heter något annat och som lever under skyddad identitet, föddes i Uddevalla omkring 1985. I september 2015 arbetade hon som prostituerad i Stockholm och där träffade hon den cirka 10 år äldre läkaren Martin Trenneborg. På deras andra träff drogade han henne och förde henne i en rullstol till sin bil. Han körde ner till Skåne och låste in henne i en specialbyggd ljudisolerad bunker på sin gård. Han förklarade sin avsikt att hålla henne under ett par år. Efter sex dagar i fångenskap tog Trenneborg med sig Eriksson till polisen i Stockholm för att hämta nycklarna till hennes lägenhet. Polisen anade att något inte var som det skulle och såg till att hon får träffa en polis i enrum, där hon kunde berätta sin historia. Trenneborg greps omgående i väntrummet på polisstationen på Kungsholmen.
Ett drygt år efter bortförandet och fångenskapen skrev Eriksson om händelserna i boken I bunkerläkarens våld : den sanna historien bakom rubrikerna. Samma år intervjuades hon av Fredrik Skavlan i TV-programmet Skavlan. År 2021 släppte hon sin andra bok, Stockholm secrets, som är en fiktiv berättelse om två unga kvinnor som livnär sig som eskorter i Stockholm. År 2024 berättade hon åter sin historia i dokumentärserien Bunkerkvinnan som har premiär på TV3 i oktober 2024.

## Medverkan i TV
- 2017 – Skavlan (TV-serie)
- 2024 – Bunkerkvinnan (TV-serie)